# مويرا بورتن
هي شخصية من شخصيات ريزدنت ايفل ضهرت في جزء ريفليشن 2 وهي الابنة الكبرى لباري وقد ولدت في 1991 وعاشت في مدينة الراكون حتي 1998 عندما كان يعمل والدها في الوسائل الخاصة وخدمة الإنقاذ , وتم تهديده علي يد ألبرت ويسكير (Albert Wesker) في يوليو 1998 بأن يساعده في مخطط شركة الشمسية وألا قتل عائلته , لذلك بعد اختفاء ويسكير قام باري بنقل عائلته إلي كندا ومنهم أبنته مويرا التي تعاني من هاجس الأسلحة النارية لتعرضها لحادث مؤلم في الصغر , وفي 2011 قررت مويرا أن تضم كلير ريد فيلد إلي شركة TerraSave وهي منظمة حقوقية غير حكومية , وأثناء تواجد الاثنين بمقر المنظمة تقتحم مجموعة من الأشرار المقر ويختطفوا مويرا وكلير , وعندما تستيقظ تجد نفسها بزنزانة وبيدها سوار غريب مصمم لقياس حدة الرعب والخوف , ومن ثم تجدها كلير بقاعات السجن ومعها فقط سكين ومصباح كاشف ومن ثم يتفاجئا بوحوش قوية تحاول الفتك بهم.